# Birgitta Stenberg
Birgitta Alma Sofia Stenberg (ur. 26 kwietnia 1932, zm. 23 sierpnia 2014) – szwedzka autorka, ilustratorka i tłumaczka książek. 
W Polsce jej serię książek o Billy'im publikowało wydawnictwo EneDueRabe, a od 2023 roku wydaje je Wydawnictwo Zakamarki.
Dotychczas ukazały się:
| L.p. | Tytuł polski           | Tytuł oryginalny              | Ilustrator | Tłumaczenie               | Rok pierwszego wydania w Szwecji | Rok pierwszego wydania w Polsce | Wydawnictwo           | ISBN              |
| ---- | ---------------------- | ----------------------------- | ---------- | ------------------------- | -------------------------------- | ------------------------------- | --------------------- | ----------------- |
| 1    | Billy i gwizdek        | Billy och visselpipan         | Mati Lepp  | Barbara Gawryluk          | 1989                             | 2013                            | EneDueRabe            |                   |
| 2    | Billy w szkole         | Billy i skolan                | Mati Lepp  | Barbara Gawryluk          | 1993                             | 2014                            | EneDueRabe            |                   |
| 3    | Billy i potwór         | Billy och monstret            | Mati Lepp  | Barbara Gawryluk          | 1994                             | 2012                            | EneDueRabe            |                   |
| 4    | Billy i dziwny dzień   | Billy och den konstiga dagen  | Mati Lepp  | Agnieszka Stróżyk         | 1997                             | 2023                            | Wydawnictwo Zakamarki | 978-83-7776-248-6 |
| 5    | Billy i świnki         | Billy och grisarna            | Mati Lepp  | Agnieszka Stróżyk         | 2000                             | 2024                            | Wydawnictwo Zakamarki | 978-83-7776-262-2 |
| 6    | Billy jest zły         | Billy blir arg                | Mati Lepp  | Hanna Dymel-Trzebiatowska | 2006                             | 2009                            | EneDueRabe            |                   |
| 7    | Billy i tajemniczy kot | Billy och den mystiska katten | Mati Lepp  | Hanna Dymel-Trzebiatowska | 2007                             | 2010                            | EneDueRabe            |                   |